# Hermann Kleist von Nollendorf
Hermann Graf Kleist von Nollendorf (* 2. September 1804 in Berlin; † 28. März 1870 in Berlin) stammte aus der Linie Damen seines alten pommerschen uradeligen Geschlechts von Kleist, das in Preußen weit verbreitet war und dem Staat zahlreiche hohe Offiziere und Beamte stellte. Er war Landrat des Landkreises Halberstadt und Großgrundbesitzer.

## Leben

### Herkunft
Graf Hermann Ferdinand Heinrich Leopold Kleist von Nollendorf entstammte dem Ast Stavenow seines Hauses. Seine Eltern waren der königlich-preußische Generalfeldmarschall Friedrich Ferdinand Heinrich Emil von Kleist (1762–1823) und dessen Ehefrau Hermine Caroline Charlotte von Retzow (1767–1838). Sein Vater wurde von König Friedrich Wilhelm III. am 3. Juni 1814 in den erblichen preußischen Grafenstand erhoben. Er selbst wurde am 2. September 1804 in Stötterlingen bei Osterwieck, Kreis Magdeburg geboren. Er erhielt Privatunterricht im elterlichen Haus, kam dann 1821/22 auf das Joachimsthaler Gymnasium in Berlin, das er dann wieder verließ, um sich privat auf das Abitur vorzubereiten. Die Reifeprüfung legte er dann vor der staatlichen Prüfungskommission ab.

### Militärischer und beruflicher Werdegang
Nach Ablegen der Reifeprüfung studierte Hermann von Kleist drei Jahre lang Jura und Cameralia (Volkswirtschaft) an der Berliner Universität. Während dieser Zeit leistete er seinen einjährig-freiwilligen Dienst bei dem 2. Garde-Ulanen Landwehrregiment, bei dem er auch 1827 zum Offizier ernannt wurde. Am 10. Juni 1828 trat zum stehenden Heer über und wurde ausnahmsweise unter dem Vorbehalt des Bestehens der vorgeschriebenen Prüfung zum Secondeleutnant ernannt und dem 7. Kürassier-Regiment zu Halberstadt aggregiert.
Bereits am 5. Mai 1830 verließ er den aktiven Militärdienst wieder, weil er von der Kreisversammlung des Landkreises Halberstadt zum Landrat dieses Kreises gewählt wurde. Im Jahre 1832 wurde er im Amt bestätigt, das er dann bis zum Jahre 1843 innehatte. Anlässlich seines Ausscheidens aus dem Amt verlieh ihm König Friedrich Wilhelm IV. den Roten Adlerorden 4. Klasse.
Hermann von Kleist zog sich ins Privatleben zurück, um seinen neu erworbenen großen landwirtschaftlichen Besitz in Ostpreußen zu bewirtschaften. Bereits 1841 hatte er mit Kaufvertrag vom 25. Februar 1841 das Rittergut Knauthen im Kreis Preußisch Eylau erworben, das 1200 Morgen umfasste. Früher besaß er bereits die seinem Vater von König Friedrich Wilhelm III. für den Sieg in der Schlacht bei Kulm als Dotation verliehene Herrschaft Stötterlingenburg (vier Dörfer mit 1068 Einwohnern), die er jedoch an den Staat zurück verkauft hatte. Er starb am 28. März 1870.
Graf Hermann Kleist von Nollendorf war auch Domherr zu Brandenburg. Als solcher vertrat er 1837 das Domkapitel Brandenburg auf dem 6. Provinziallandtag der Provinz Brandenburg.

### Familie
Er war ab dem 17. Mai 1829 mit Henriette von Gustedt (* 18. April 1809; † 5. November 1891) verheiratet und hatte 2 Söhne und 2 Töchter:
- Hermann (* 17. August 1831, † 22. August 1900), preußischer Regierungsassessor,
- Marianne (* 10. März 1833; † 23. Februar 1898) ⚭ 7. Juni 1855 Arthur von Wulffen genannt Küchenmeister von Sternberg (* 5. Januar 1832; † 24. Januar 1878), preußischer Kammerherr
- Theresa (* 29. Dezember 1834; † 16. Oktober 1921) ⚭ 26. April 1859 Wilhelm Bernhard Julius von Eckhardstein (1835–1876), Erbherr der Herrschaft Löwin in Schlesien
- Reimar (* 23. September 1837; † 29. Dezember 1862)